# Nudo de cordón de zapato

Nudo cuadrado o de cordón de zapato.

El nudo de cordón de zapato es un nudo cuadrado que es utilizado comúnmente para atarse los cordones de los zapatos. También usado como nudo de corbata de lazo.
El nudo de cordón de zapato fue pensado para una liberación rápida y se desata fácilmente cuando se tira de cualquiera de los extremos. Durante la atadura del nudo, cuanto más amplios son los lazos, más corto es el extremo del final. El nudo de cordón de zapato es un doble nudo de rizo o nudo cuadrado, el original nudo cuadrado es más difícil de deshacer que las variantes mal confeccionadas como son el nudo de la abuela y el nudo de ladrones. El nudo de cordón de zapato difiere del nudo de rizo por tener los extremos hacia atrás a lo largo del nudo, creando los lazos que permite que el nudo sea desatado con facilidad.
Los dos lazos a veces son referidos como «orejas de conejo», especialmente cuando el nudo se enseña a los niños.

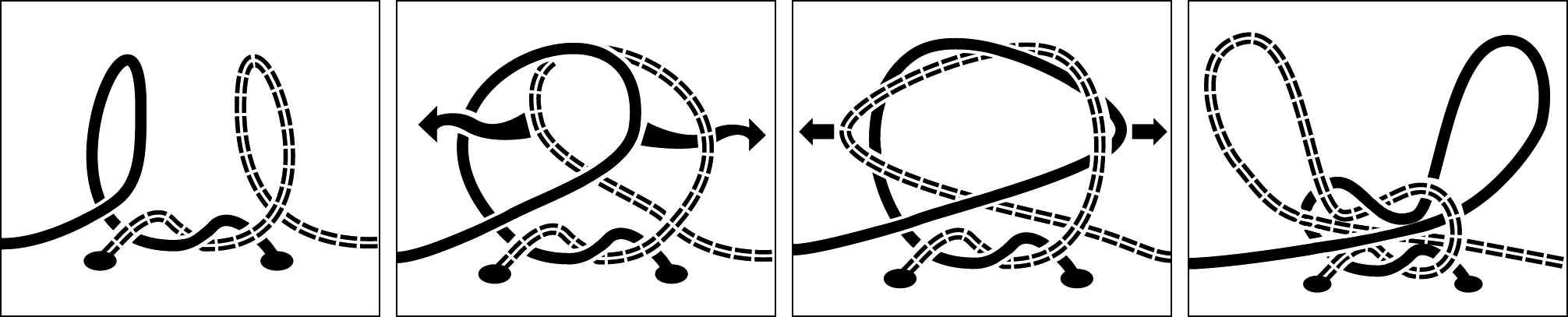
Cómo atar cordones de los zapatos utilizando un nudo de cuadrado

## Variantes del nudo cuadrado mal confeccionadas: nudo de la abuela y nudo de ladrones

Nudo cuadrado
Nudo de la abuela
Nudo de ladrones